# Anjouanzanger
De anjouanzanger (Nesillas longicaudata) is een zangvogel uit de familie Acrocephalidae (rietzangers).

## Verspreiding en leefgebied
Deze soort is endemisch op het eiland Anjouan in de Comoren, een eilandengroep nabij Madagaskar.

## Status
De anjouanzanger komt niet als aparte soort voor op de lijst van het IUCN, maar is daar een ondersoort van de tsikirityzanger (Nesillas typica).